# NOLTY
NOLTY（ノルティー）とは、株式会社日本能率協会マネジメントセンターが発行する手帳。旧名称・能率手帳（のうりつてちょう）としても知られる。
NOLTYの名称には、「New Style（新しいスタイル） Original（そしてたったひとつの存在で） Life Time（ずっと毎日） Your Will（あなたの想いを叶えたい）」という意味が込められている。
本頁では日本能率協会マネジメントセンターが発行する手帳であるPAGEM（ペイジェム）についても言及する。

## 概要
NOLTYの前身である能率手帳は、日本能率協会のコンサルタントが使っていた手帳を会員向けに配布したのが起源。タイムマネジメントの行える手帳としては日本最初と言われ、「時間目盛り」を採用した手帳として、1949年に誕生した。日本の生産能率指導に携わっていた社団法人日本能率協会の理事であり、コンサルタントであった大野巌が、生産管理技術の開発を行う中で、時間管理のツールとして発案したことから作られた。それまでの手帳は備忘録程度で使われており、手帳で仕事の管理をするという考え方はなかったが、時間を経営資源と捉え、時間管理の思想を意識づけた点で能率手帳は高く評価された。当時は、会員企業へのお歳暮として配られていたが、企業からの要望をうけて1958年に店頭販売を開始した。
能率手帳の大きさは、当時、主な通信手段が郵便だったため、官製はがきを手帳に挟むことができる大きさとして決定された。
大きな特徴としてクリーム色の手帳専用用紙が挙げられる。一般的に「能率手帳用紙」と呼ばれ、薄さと書きやすさを両立した用紙とされる。クリーム色は目に優しく、光を反射しにくいとして採用されている。この用紙は王子製紙で特漉き生産している。「能率手帳の流儀」から現在では、商品に合わせて白い紙を採用した手帳も存在する。
能率手帳は1949年の登場当時から一貫して新寿堂が生産を引き受けている。手帳の巻末に「調製：新寿堂」と明記されている。（2020年1月 NOLTY巻末の表記は「製造：㈱新寿堂」）
能率手帳は、能率手帳シリーズ、能率ダイアリーシリーズに大別され、さらにサブブランドに分類されている。
日経ウーマン誌と共同開発した能率手帳キャレルシリーズや日経ビジネスアソシエ誌と共同開発した能率ダイアリーリスティなど、ビジネス誌の読者層をターゲットにした多彩な商品群を揃えているのも特徴的である。
2013年5月22日、日本能率協会マネジメントセンターは「能率手帳」の名称を「NOLTY」に変更すると発表。その後、2013年6月11日、12日にNOLTYブランドとして初めての商品展示会が開催され、11月14日に初のCM発表会が行われた。「NOLTY」ブランドの手帳は9月から発売されている。

## サブブランド
NOLTYには主に以下のサブブランドがある。
- 能率手帳 - 従来からのシリーズについては、「能率手帳」の名称がサブブランドとして存続している[4]。
- Excel（エクセル）
- Verno（ベルノ）
- Nexus（ネクサス）
- Monthly（マンスリー）
- Ring（リング）

など。

## PAGEM
PAGEM（ペイジェム）は1991年に女性向けカジュアル手帳ブランドとして登場した。PAGEMは、PAGE（ページ）にGEM（宝石）のような毎日を記して欲しいという意味を込めた造語である。
能率手帳の思想や品質をもとに、時代とともに多様化するライフスタイルの変化をとらえながら、学生から働く女性、主婦など幅広い年代の女性が活用できるラインナップを取り揃えている。
英国リバティ社のフラワープリントを採用したペイジェムリバティプリントシリーズや久下貴史の作品を採用したマンハッタナーズシリーズなど多彩な商品展開をしている。
2009年には、能率手帳誕生60周年を記念して、TBSの情報番組「王様のブランチ」とのコラボレーションによる「王様のブランチ×ペイジェム」シリーズを発売している。

### CANTACARTA
CANTACARTA（カンタカルタ）はPAGEMブランドから、イタリア大手手帳メーカーのLediberg（レディバーグ）社とコラボレーションした新シリーズとして2013年秋に登場した。CANTACARTAは、イタリア語で「歌う紙」を意味する。
表紙デザインは20種類あり、デザインに応じてファブリックやイタリア製合成皮革などの素材が使い分けられている。手帳用紙はイタリアの老舗製紙メーカーであるフェドリゴーニ社製のものが用いられている。

## 沿革
- 1949年（昭和24年） - 日本で初めて「時間目盛り」を採用した手帳として、会員企業への贈答を開始。
- 1958年（昭和33年） - 一般消費者向け販売を開始。
- 1963年（昭和38年） - 能率手帳の最高級モデルとして、「能率手帳ゴールド」の発売を開始。「能率手帳ゴールド」は表紙に本革を採用し、小口に24金加工を施している。
- 1989年（平成元年） - 週休2日が一般化したことをうけて、能率手帳のフォーマットが日曜日始まりから月曜日始まりに、時間目盛りが1時間刻みから30分刻みに変更される。
- 1991年（平成3年） - 女性向け手帳「PAGEM（ペイジェム）」を発売。
- 1999年（平成11年） - 能率手帳50周年。
- 2008年（平成20年） - 世界最大級の国際文具見本市「PAPER　WORLD」に初出展。
- 2013年（平成25年） - 能率手帳ゴールド50周年。
- 2013年（平成25年） - 能率手帳をNOLTYへ改名。
- 2013年（平成25年） -「CANTACARTA（カンタカルタ）」を発売。